# غريغوري سميرنوف
غريغوري سميرنوف (بالروسية: Григорий Сергеевич Смирнов)‏ هو راقص على الجليد روسي، ولد في 1 أبريل 1997 في نيجني نوفغورود في روسيا.

## وصلات خارجية
- غريغوري سميرنوف على موقع الاتحاد الدولي للتزلج (الإنجليزية)
- غريغوري سميرنوف على موقع الاتحاد الدولي للتزلج (الإنجليزية)
- غريغوري سميرنوف على موقع أوليمبيديا (الإنجليزية)